# Nati nel 1955/Aprile
| Questa pagina contiene informazioni ricavate automaticamente dalle voci biografiche con l'ausilio del template Bio e di un bot. L'aggiornamento è periodico e automatico e ricostruisce completamente la pagina. Se manca una persona in questa lista, sei pregato di non aggiungerla, ma accertati piuttosto che la sua voce biografica contenga il template Bio e che i dati anagrafici siano correttamente compilati. Se il template Bio manca, inseriscilo tu stesso o, in alternativa, metti l'avviso {{tmp\|Bio}} che ne segnala la mancanza. Se i dati riportati sono sbagliati, correggi direttamente la voce biografica; le modifiche saranno visibili in questa lista entro pochi giorni. Per chiarimenti vedi il progetto biografie. La lista contiene solo le 288 persone che sono citate nell'enciclopedia e per le quali è stato implementato correttamente il template Bio. Pagina aggiornata al 18 lug 2025. |

- 1º aprile - Matthias Behr, ex schermidore tedesco
- 1º aprile - Maurizio Benatti, ex cestista e allenatore di pallacanestro italiano
- 1º aprile - Mircea Dușa, politico rumeno († 2022)
- 1º aprile - Michael Korie, paroliere e librettista statunitense
- 1º aprile - Gheorghe Maftei, sollevatore rumeno
- 1º aprile - Alex McDowell, scenografo britannico
- 1º aprile - Terry Nichols, terrorista statunitense
- 1º aprile - Roberto Pruzzo, ex calciatore e allenatore di calcio italiano
- 1º aprile - Linda Jo Rizzo, cantante statunitense
- 1º aprile - Dave Spitz, avvocato e bassista statunitense
- 2 aprile - Salvatore Maccali, ex ciclista su strada italiano
- 2 aprile - Chellie Pingree, politica statunitense
- 2 aprile - Daniela Rossella, indologa, filologa e traduttrice italiana
- 2 aprile - Francesco Stella, politico italiano († 2019)
- 2 aprile - Steve Sumner, calciatore inglese († 2017)
- 2 aprile - Sirindhorn di Thailandia, principessa thailandese
- 3 aprile - Tomas Arana, attore statunitense
- 3 aprile - Michael Burleigh, scrittore e storico britannico
- 3 aprile - Bruno Francescato, ex rugbista a 15 italiano
- 3 aprile - Uri Gavriel, attore israeliano
- 3 aprile - Lorenzo Ghizzoni, arcivescovo cattolico italiano
- 3 aprile - Paola Manzini, politica italiana († 2009)
- 3 aprile - Mario Nicolini, allenatore di calcio e ex calciatore italiano
- 4 aprile - Marco Lodola, artista italiano
- 4 aprile - Gail Palmer, regista, attrice e produttrice cinematografica statunitense
- 4 aprile - Raimondo Ponte, allenatore di calcio e ex calciatore svizzero
- 4 aprile - Armin Rohde, attore tedesco
- 5 aprile - Claudio Ciociola, filologo italiano
- 5 aprile - Ricardo Ferrero, calciatore argentino († 2015)
- 5 aprile - Christian Gourcuff, ex calciatore e allenatore di calcio francese
- 5 aprile - Bernard Longley, arcivescovo cattolico inglese
- 5 aprile - Lazarus Chakwera, politico malawiano
- 5 aprile - Enrico Pionetti, allenatore di calcio e ex calciatore italiano
- 5 aprile - Akira Toriyama, fumettista e character designer giapponese († 2024)
- 5 aprile - Charlotte de Turckheim, attrice, regista e comica francese
- 5 aprile - Takayoshi Yamano, ex calciatore giapponese
- 6 aprile - Bo Berglund, ex hockeista su ghiaccio svedese
- 6 aprile - Giovanni Camputaro, ex pugile italiano
- 6 aprile - Totonno Chiappetta, attore e cabarettista italiano († 2014)
- 6 aprile - Stefano Consiglio, regista italiano
- 6 aprile - Domenico Delli Pizzi, allenatore di calcio e ex calciatore italiano
- 6 aprile - Rob Epstein, regista statunitense
- 6 aprile - Gai Zengchen, ex calciatore cinese
- 6 aprile - Keith Hunter Jesperson, serial killer canadese
- 6 aprile - Michael Rooker, attore statunitense
- 7 aprile - Vittoria Chierici, artista italiana
- 7 aprile - Grace Hightower, filantropa, attrice e cantante statunitense
- 7 aprile - Kang Kyung-wha, diplomatica e politica sudcoreana
- 7 aprile - Milka Milinković, atleta paralimpica croata († 2017)
- 7 aprile - Akira Nishino, allenatore di calcio e ex calciatore giapponese
- 7 aprile - Federico Pacifici, attore e sceneggiatore italiano
- 7 aprile - Gianni Pauselli, ex calciatore italiano
- 7 aprile - Ernestino Ramella, allenatore di calcio e ex calciatore italiano
- 7 aprile - Greg Reeves, bassista statunitense
- 7 aprile - Siegfried Scherer, biologo tedesco
- 7 aprile - Werner Stocker, attore tedesco († 1993)
- 7 aprile - Joseph Trần Văn Toản, vescovo cattolico vietnamita
- 8 aprile - Yadegar Asisi, architetto tedesco
- 8 aprile - Ricky Bell, giocatore di football americano statunitense († 1984)
- 8 aprile - Glen Burtnik, cantante, compositore e polistrumentista statunitense
- 8 aprile - Aleksandre Chivadze, allenatore di calcio e ex calciatore sovietico
- 8 aprile - Gerrie Coetzee, pugile sudafricano († 2023)
- 8 aprile - Darryl Cox, attore statunitense
- 8 aprile - Agostino Di Bartolomei, calciatore italiano († 1994)
- 8 aprile - Kane Hodder, attore e stuntman statunitense
- 8 aprile - Ron Johnson, politico e imprenditore statunitense
- 8 aprile - Barbara Kingsolver, scrittrice e poetessa statunitense
- 8 aprile - Guy Lydster, scultore neozelandese
- 8 aprile - Kazuyoshi Nakamura, ex calciatore giapponese
- 8 aprile - Mike Nelms, ex giocatore di football americano statunitense
- 8 aprile - Mario Ruffini, musicologo, direttore d'orchestra e compositore italiano
- 8 aprile - Giorgio Tabacco, clavicembalista italiano
- 8 aprile - David Wu, politico statunitense
- 9 aprile - Bob Chilcott, compositore, direttore di coro e cantante britannico
- 9 aprile - Fabio Civitelli, fumettista e illustratore italiano
- 9 aprile - Mirco Diamanti, allenatore di pallacanestro italiano
- 9 aprile - Mike Evans, ex cestista e allenatore di pallacanestro statunitense
- 9 aprile - Carmine Fotia, giornalista e politico italiano
- 9 aprile - Viktor Vasil'evič Proskurjakov, ingegnere sovietico († 1986)
- 9 aprile - Luigi Viva, scrittore italiano
- 9 aprile - Nobuko, principessa Tomohito di Mikasa, principessa giapponese
- 10 aprile - Antonio Álvarez Giráldez, allenatore di calcio, ex calciatore e dirigente sportivo spagnolo
- 10 aprile - Eloy Angulo, ex calciatore spagnolo
- 10 aprile - Lesley Garrett, soprano e cantante britannica
- 10 aprile - Pierre Hurmic, politico francese
- 10 aprile - Marcello Marchi, calciatore italiano († 2020)
- 10 aprile - Mike Rinder, dirigente d'azienda australiano († 2025)
- 10 aprile - Mino Vergnaghi, cantante e compositore italiano
- 11 aprile - Kevin Brady, politico statunitense
- 11 aprile - Michael Callen, cantante, pianista e scrittore statunitense († 1993)
- 11 aprile - Rohini Hattangadi, attrice indiana
- 11 aprile - Ednita Nazario, cantante e musicista portoricana
- 11 aprile - Micheal Ray Richardson, ex cestista e allenatore di pallacanestro statunitense
- 11 aprile - Massimo Rotundo, fumettista, illustratore e pittore italiano
- 11 aprile - Piers Sellers, astronauta britannico († 2016)
- 12 aprile - Lorenzo Bonechi, artista italiano († 1994)
- 12 aprile - Giuseppe Cormio, giornalista e dirigente sportivo italiano
- 12 aprile - Nils Gaup, regista, attore e sceneggiatore norvegese
- 12 aprile - Emilio Ghezzi, compositore italiano
- 12 aprile - Park Jong-won, ex calciatore sudcoreano
- 12 aprile - Eraldo Pecci, ex calciatore italiano
- 12 aprile - Teresa Piccione, politica italiana
- 12 aprile - Steve Puidokas, cestista statunitense († 1994)
- 12 aprile - Edoardo Siravo, attore, regista teatrale e doppiatore italiano
- 12 aprile - Gian Luca Zattini, politico italiano
- 13 aprile - Ole von Beust, politico tedesco
- 13 aprile - Irina Mucuovna Chakamada, politica e economista russa
- 13 aprile - Daria Colombo, giornalista e scrittrice italiana
- 13 aprile - Cundi, ex calciatore spagnolo
- 13 aprile - Rubén Giordano, ex calciatore argentino
- 13 aprile - Louis Johnson, bassista e produttore discografico statunitense († 2015)
- 13 aprile - Daniel Koch, medico e epidemiologo svizzero
- 13 aprile - Muwenda Mutebi II, re ugandese
- 13 aprile - Dominique Mézerette, sceneggiatore francese († 2016)
- 13 aprile - Preston Reed, chitarrista statunitense
- 13 aprile - Safet Sušić, allenatore di calcio e ex calciatore jugoslavo
- 13 aprile - Ted Yoho, politico statunitense
- 14 aprile - Ana Ambrazienė, ostacolista e velocista lituana († 2025)
- 14 aprile - Imrich Bugár, ex discobolo ceco
- 14 aprile - Anthony Dod Mantle, direttore della fotografia britannico
- 14 aprile - Gary Horowitz, fisico statunitense
- 14 aprile - Dan Hughes, allenatore di pallacanestro statunitense
- 14 aprile - Don Roos, regista, sceneggiatore e produttore cinematografico statunitense
- 14 aprile - Sabino Zubeldia, ex calciatore spagnolo
- 15 aprile - Steinar Aase, ex calciatore norvegese
- 15 aprile - Guglielmo Bacci, allenatore di calcio e ex calciatore italiano
- 15 aprile - Catherine Belkhodja, scrittrice, attrice e regista francese
- 15 aprile - Ivan Berni, giornalista e saggista italiano
- 15 aprile - Enith Brigitha, ex nuotatrice olandese
- 15 aprile - Steve Darby, allenatore di calcio inglese
- 15 aprile - Dodi Al-Fayed, imprenditore, produttore cinematografico e produttore discografico egiziano († 1997)
- 15 aprile - Spyros Capralos, pallanuotista e dirigente sportivo greco
- 15 aprile - Antti Loikkanen, ex mezzofondista finlandese
- 15 aprile - Joice Mujuru, politica e rivoluzionaria zimbabwese
- 15 aprile - Ryūtarō Nakamura, regista e animatore giapponese († 2013)
- 15 aprile - Marlon Redmond, ex cestista statunitense
- 15 aprile - Anthony Roberts, cestista statunitense († 1997)
- 15 aprile - Maurizio Sciarra, regista cinematografico italiano
- 15 aprile - Renso Zwiers, cestista olandese († 2023)
- 16 aprile - Bruce Bochy, ex giocatore di baseball e allenatore di baseball statunitense
- 16 aprile - Marcello Colasurdo, cantautore e attore italiano († 2023)
- 16 aprile - Fausto Colombo, sociologo italiano († 2025)
- 16 aprile - Antoine Giacomoni, fotografo francese
- 16 aprile - DJ Kool Herc, musicista, disc jockey e produttore discografico giamaicano
- 16 aprile - Alipi Kostadinov, ex ciclista su strada ceco
- 16 aprile - Roberto Lagalla, politico italiano
- 16 aprile - Enrico di Lussemburgo, sovrano lussemburghese
- 16 aprile - Barbara Magnolfi, attrice e produttrice cinematografica italiana
- 16 aprile - Aleksej Leonidovič Pažitnov, programmatore russo
- 16 aprile - Elvio Selighini, allenatore di calcio e ex calciatore italiano
- 16 aprile - Mimmo Sepe, attore e comico italiano († 2020)
- 16 aprile - Djamel Tlemçani, ex calciatore algerino
- 16 aprile - Alessandro Zanella, editore e tipografo italiano († 2012)
- 17 aprile - Patricia Barbizet, dirigente d'azienda francese
- 17 aprile - Louise Cardoso, attrice brasiliana
- 17 aprile - Byron Cherry, attore statunitense
- 17 aprile - Angela Ciochină, cantante e compositrice rumena († 2015)
- 17 aprile - Todd Lickliter, allenatore di pallacanestro statunitense
- 17 aprile - Markus Perwanger, giornalista, conduttore televisivo e politico italiano
- 17 aprile - Jerzy Pietrzyk, ex velocista polacco
- 17 aprile - Pete Shelley, musicista inglese († 2018)
- 17 aprile - Kristine Sutherland, attrice statunitense
- 18 aprile - Gheorghița Bolovan, ex cestista rumena
- 18 aprile - Joe Bottom, ex nuotatore statunitense
- 18 aprile - Mike Naumenko, cantautore e chitarrista sovietico († 1991)
- 18 aprile - Scott Sims, ex cestista statunitense
- 18 aprile - Noriko Suzuki, ex cestista giapponese
- 19 aprile - Tony Cercola, percussionista italiano
- 19 aprile - Agafia Constantin, ex canoista romena
- 19 aprile - Rolf Løvland, compositore, direttore d'orchestra e musicista norvegese
- 19 aprile - José Mercé, cantante spagnolo
- 19 aprile - Krisztina Regőczy, ex danzatrice su ghiaccio ungherese
- 19 aprile - Maria Grazia Rocchi, politica italiana
- 20 aprile - Gilles Brassard, informatico canadese
- 20 aprile - Vito De Lorentis, ex calciatore italiano
- 20 aprile - Dody Dorn, montatrice statunitense
- 20 aprile - Pietro Greco, giornalista, conduttore radiofonico e autore televisivo italiano († 2020)
- 20 aprile - David Krmpotich, ex canottiere statunitense
- 20 aprile - Donald Pettit, astronauta statunitense
- 20 aprile - Mariella Picasso, ex cestista peruviana
- 20 aprile - Francesco Prina, architetto e politico italiano
- 20 aprile - Svante Pääbo, biologo e genetista svedese
- 20 aprile - Marie Risby, ex fondista svedese
- 20 aprile - René Valenzuela, ex calciatore cileno
- 20 aprile - Armin Vilas, ex bobbista e ex ostacolista austriaco
- 20 aprile - Xi Meijuan, attrice cinese
- 21 aprile - Antonino Caltabiano, ex lottatore italiano
- 21 aprile - Toninho Cerezo, allenatore di calcio e ex calciatore brasiliano
- 21 aprile - Remigio Ceroni, politico italiano
- 21 aprile - Enea Codotto, carabiniere italiano († 1981)
- 21 aprile - Adriana Lotto, storica e docente italiana
- 21 aprile - Erick Mombaerts, allenatore di calcio, dirigente sportivo e ex calciatore francese
- 21 aprile - David Michael O'Connell, vescovo cattolico statunitense
- 21 aprile - Tūheitia Paki, sovrano neozelandese († 2024)
- 21 aprile - Angelo Zomegnan, giornalista, blogger e dirigente sportivo italiano
- 22 aprile - Neil Armfield, regista australiano
- 22 aprile - Arthur Baker, produttore discografico e disc jockey statunitense
- 22 aprile - Hervé Pierre, attore e regista francese
- 22 aprile - Johnnie To, regista e produttore cinematografico hongkonghese
- 23 aprile - Paolo Bampo, politico italiano
- 23 aprile - Stefano Bellone, ex schermidore italiano
- 23 aprile - Judy Davis, attrice australiana
- 23 aprile - Noël Dejonckheere, ciclista su strada, pistard e dirigente sportivo belga († 2022)
- 23 aprile - Juan Giha, ex tiratore a volo peruviano
- 23 aprile - Alessandro Grossato, orientalista e storico delle religioni italiano
- 23 aprile - Fumi Hirano, attrice, doppiatrice e cantante giapponese
- 23 aprile - Sissy Höfferer, attrice austriaca
- 23 aprile - Ken Mauer, arbitro di pallacanestro statunitense
- 23 aprile - Paul J. McAuley, botanico e scrittore britannico
- 23 aprile - Tony Miles, scacchista britannico († 2001)
- 23 aprile - Mick Poole, ex calciatore inglese
- 23 aprile - Ludovikus Simanullang, vescovo cattolico indonesiano († 2018)
- 23 aprile - Giovanna Sonnino, regista e fotografa italiana
- 24 aprile - Abdirahman Mohamed Abdullahi, diplomatico e politico somalo
- 24 aprile - Roy Amundsen, ex calciatore norvegese
- 24 aprile - Sergio Borlenghi, cestista italiano († 1997)
- 24 aprile - John de Mol, imprenditore, produttore televisivo e autore televisivo olandese
- 24 aprile - Cristian Dumitrescu, politico rumeno
- 24 aprile - Eamon Gilmore, politico irlandese
- 24 aprile - Ernie Grunfeld, ex cestista, allenatore di pallacanestro e dirigente sportivo rumeno
- 24 aprile - Toshihiro Kaiwa, ex sciatore alpino giapponese
- 24 aprile - Jack Kingston, politico e opinionista statunitense
- 24 aprile - Coke La Rock, rapper statunitense
- 24 aprile - Giancarlo Malagutti, fumettista italiano
- 24 aprile - Gary Marocchi, allenatore di calcio e ex calciatore australiano
- 24 aprile - Pier Giuseppe Mosti, allenatore di calcio e ex calciatore italiano
- 24 aprile - Michael O'Keefe, attore statunitense
- 25 aprile - Tat'jana Brylina, ex biatleta sovietica
- 25 aprile - Kim Eric Drexler, ingegnere statunitense
- 25 aprile - Fabio Fabbri, chitarrista, compositore e arrangiatore italiano
- 25 aprile - Tony Fuochi, doppiatore italiano († 2022)
- 25 aprile - Américo Gallego, allenatore di calcio e ex calciatore argentino
- 25 aprile - Fabriciano González, allenatore di calcio e ex calciatore spagnolo
- 25 aprile - Eugeniusz Kijewski, ex cestista e allenatore di pallacanestro polacco
- 25 aprile - Philip Moger, vescovo cattolico britannico
- 25 aprile - Buster Mottram, ex tennista britannico
- 25 aprile - John Nunn, scacchista e compositore di scacchi inglese
- 25 aprile - Benjamin Marc Ramaroson, arcivescovo cattolico malgascio
- 26 aprile - Rod Blum, politico statunitense
- 26 aprile - Chen Daoming, attore cinese
- 26 aprile - Toni Iwobi, politico italiano
- 26 aprile - Ulrika Knape, ex tuffatrice svedese
- 26 aprile - Peter Neururer, allenatore di calcio tedesco
- 26 aprile - Dušan Pešić, ex calciatore jugoslavo
- 26 aprile - Antônio José Rondinelli Tobias, allenatore di calcio e ex calciatore brasiliano
- 26 aprile - Piero Scaruffi, informatico, saggista e critico musicale italiano
- 26 aprile - Paola Velardi, informatica italiana
- 27 aprile - Piercarlo Fabbio, politico, scrittore e giornalista italiano
- 27 aprile - Dan Frisa, politico statunitense
- 27 aprile - Andreas Gregor, ex canottiere tedesco
- 27 aprile - Pierrick Hiard, ex calciatore francese
- 27 aprile - Katsuyuki Kawachi, ex calciatore giapponese
- 27 aprile - Silvio Pons, storico italiano
- 27 aprile - James Risen, giornalista statunitense
- 27 aprile - Eric Schmidt, imprenditore, dirigente d'azienda e collezionista d'arte statunitense
- 27 aprile - Francesco Paolo Sisto, politico italiano
- 27 aprile - David Whitehurst, giocatore di football americano statunitense
- 28 aprile - Jim Boylan, ex cestista e allenatore di pallacanestro statunitense
- 28 aprile - Saeb Erekat, diplomatico e politico palestinese († 2020)
- 28 aprile - Pat Evans, pilota motociclistico statunitense († 1977)
- 28 aprile - Eddie Jobson, tastierista e violinista britannico
- 28 aprile - William Kentridge, artista sudafricano
- 28 aprile - Fabrizio Maffei, giornalista e conduttore televisivo italiano
- 28 aprile - Dino Marsan, illustratore e artista italiano
- 28 aprile - Douglas Northway, ex nuotatore statunitense
- 28 aprile - Giovanni Paganin, pattinatore di velocità su ghiaccio italiano († 1990)
- 28 aprile - Tobin Sprout, musicista e pittore statunitense
- 28 aprile - Wilson Whitley, giocatore di football americano statunitense († 1992)
- 28 aprile - Djamel Zidane, ex calciatore algerino
- 29 aprile - Sylvain Bellenger, storico dell'arte e funzionario francese
- 29 aprile - Werner Branz, fotografo austriaco
- 29 aprile - Richard Epcar, attore e doppiatore statunitense
- 29 aprile - Leslie Jordan, attore, drammaturgo e cantante statunitense († 2022)
- 29 aprile - Kate Mulgrew, attrice e doppiatrice statunitense
- 29 aprile - Sergej Ovčarov, regista russo
- 29 aprile - Gino Quilico, baritono canadese
- 29 aprile - Klaus Siebert, biatleta tedesco († 2016)
- 29 aprile - Yūko Tanaka, attrice e doppiatrice giapponese
- 29 aprile - Larisa Udovičenko, attrice russa
- 29 aprile - Rosolo Vailati, allenatore di calcio e ex calciatore italiano
- 29 aprile - Saverio Vallone, attore e regista teatrale italiano
- 30 aprile - Philippe Bonnin, ex schermidore francese
- 30 aprile - Julio Cobos, ingegnere e politico argentino
- 30 aprile - Nicolas Hulot, giornalista, conduttore televisivo e produttore televisivo francese
- 30 aprile - Pradeep Sarkar, regista, sceneggiatore e produttore cinematografico indiano († 2023)
- 30 aprile - Eric Schembri, ex calciatore maltese
- 30 aprile - Marian Sypniewski, ex schermidore polacco
- 30 aprile - Alessandro Tambellini, politico italiano